# Чаша любви (картина)
«Чаша любви» — картина английского художника-прерафаэлита Данте Габриэля Россетти, созданная в 1867 году. На данный момент произведение находится в собрании Национального музея западного искусства в Токио.
Согласно английской средневековой традиции чаша любви вручалась за победу в придворных соревнованиях, в том числе и женщинам, получавшим звание вроде «королевы любви и красоты». Также чашей любви называли сосуд из которого по традиции пили по очереди близкие люди и друзья. По другой версии, «чаша любви» символизировала примирение и доверие, так как пьющий должен был держать одной рукой крышку, и, таким образом, не мог взять в руки оружие. На картине изображена красивая молодая женщина с задумчиво-печальным выражением лица, густыми каштановыми волосами, одетая в красное платье, подносящая золотую чашу к губам. На раме высечена надпись на французском языке «Douce nuit et joyeux jour/ A chevalier de bel amour» (фр.  Тихая ночь и радостный день/ Рыцарь прекрасной любви), возможно, слова являются тостом героини во славу своего возлюбленного, отправляющегося на битву. На фоне картины — ткань с кружевом и четыре бронзовых тарелки с сюжетами, среди них — Адам и Ева и Осия и Иисус Навин, возвращающиеся из земли обетованной с гроздью винограда. Позади девушки и в качестве гравировки на чаше изображены листья плюща — символа верности.
Натурщицей для картины стала Алекса Уайлдинг. Позже в тот же год Россетти создал три акварельные репродукции работы, где позировала другая натурщица Эллен Смит.
Картина была приобретена коллекционером Фредериком Лейландом. Некоторое время считалось, что картина пропала во время Второй мировой войны. Сейчас картина находится в Национальном музее западного искусства в Токио.